# سعید حاجی‌میری
سعید حاجی‌میری (زاده: ۲۰ فروردین ۱۳۴۱ - قزوین) کارگردان، تهیه‌کننده، تدوینگر و فیلم‌نامه‌نویس ایرانی است. سعیدحاجی‌میری متولد ۱۳۴۱ قزوین، فارغ‌التحصیل سینما از دانشکده سینما تئاتر دانشگاه هنر است. وی فعالیت هنری را سال ۱۳۵۷ با عضویت در گروه فیلم و عکس «سازمان دانشجویان مسلمان» دانشگاه پلی تکنیک تهران آغاز کرد. از دیگر فعالیت‌های وی می‌توان به عضویت در هیئت بازبینی فیلم وزارت فرهنگ و ارشاد اسلامی (۱۳۶۳) و مدیریت عامل مؤسسه سینمایی «سبحان فیلم» از ۱۳۶۸ تا کنون اشاره کرد.

## زندگی‌نامه
سعید حاجی‌میری متولد ۱۳۴۱ قزوین، فارغ‌التحصیل سینما از دانشکده سینما تئاتر دانشگاه هنر است. وی فعالیت هنری را سال ۱۳۵۷ با عضویت در گروه فیلم و عکس «سازمان دانشجویان مسلمان» دانشگاه پلی تکنیک تهران آغاز کرد. از دیگر فعالیت‌های وی می‌توان به عضویت در هیئت بازبینی فیلم وزارت فرهنگ و ارشاد اسلامی (۱۳۶۳) و مدیریت عامل مؤسسه سینمایی «سبحان فیلم» از ۱۳۶۸ تا کنون اشاره کرد.

## فیلم شناسی

### کارگردان
- ۱ - اسکادران عشق (۱۳۷۵)
- ۲ - آتش در خرمن (۱۳۷۰)
- ۳ - توهم (۱۳۶۴)
- ۴ - آوای غیب (۱۳۶۱)
- ۵ - بچه‌های دیار صفا-فیلم کوتاه (۱۳۶۰)
- ۶ - تاخیر-فیلم کوتاه (۱۳۶۳)

### نویسنده
- ۱ - توهم-سینمایی (۱۳۶۴)
- ۲ - آوای غیب-فیلم بلند (۱۳۶۲)
- ۳ - بچه‌های دیار صفا-فیلم کوتاه (۱۳۶۰)
- ۴ - تاخیر-فیلم کوتاه (۱۳۶۳)
- ۵ - خود کرده را تدبیر نیست-فیلم کوتاه (۱۳۶۵)
- ۶ - سوءتفاهم-فیلم کوتاه (۱۳۶۵)
- ۷ - ماجرای جاده-فیلم کوتاه (۱۳۶۵)
- ۸ - هوای کوی یار-فیلم کوتاه (۱۳۶۶)

### بازنویسی فیلمنامه (سینمایی وکوتاه)
- ۱ - بیداری (۱۳۸۷)
- ۲ - اسکادران عشق (۱۳۷۵)
- ۳ - تا مرز دیدار (۱۳۶۸)
- ۴ - انعکاس(۱۳۸۶)
- ۵ - پسر آدم، دختر حوا (۱۳۸۷)
- ۶ - سفر به شرق (۱۳۷۸)
- ۷ - هبوط (۱۳۷۲)
- ۸ - بچه‌های دیار صفا-فیلم کوتاه (۱۳۶۰)
- ۹ - حرکت در ایستگاه-فیلم کوتاه (۱۳۶۷)

### مشاور فیلمنامه
- ۱ - پسر آدم، دختر حوا (۱۳۸۷)
- ۲ - استشهادی برای خدا (۱۳۸۶)
- ۳ - انعکاس (۱۳۸۶)
- ۴ - پایان کودکی (۱۳۷۲)

### تهیه‌کنندگی فیلمهای سینمایی
- ۱ - بیداری (۱۳۸۷)
- ۲ - پسر آدم، دختر حوا (۱۳۸۷)
- ۳ - استشهادی برای خدا (۱۳۸۶)
- ۴ - انعکاس (۱۳۸۶)
- ۵ - تقاطع (۱۳۸۴-مشارکت در تهیه کنندگی)
- ۶ - سفر به شرق (۱۳۷۹)
- ۷ - اسکادران عشق (۱۳۷۵)
- ۸ - مرد نامرئی (۱۳۷۴)
- ۹ - توهم (۱۳۶۴)
- ۱۰ - هویت (۱۳۶۵)
- ۱۱ - عبور (۱۳۶۶)
- ۱۲ - تا مرز دیدار (۱۳۶۸)
- ۱۳ - در مسلخ عشق (۱۳۶۹)
- ۱۴ - آتش در خرمن (۱۳۷۰)
- ۱۵ - پایان کودکی (۱۳۷۲)
- ۱۶ - همه دختران من (۱۳۷۲)
- ۱۷ - هبوط (۱۳۷۲)
- ۱۸ - کوچه و موزه (۱۳۷۲)
- ۱۹ - لیلی با من است (۱۳۷۴)
- ۲۰ - چای تلخ-نیمه تمام (۱۳۸۲)
- ۲۱ - ماجراهای اینترنتی (۱۳۸۴-مشارکت در تهیه کنندگی)
- ۲۲ - آوای غیب (۱۳۶۱-فیلم بلند۱۶مم)
- ۲۳ - پسر زشت-فیلم بلند ویدئویی (۱۳۸۵)

### تهیه‌کنندگی سریال‌های تلویزیونی
- ۱ - آتش در خرمن (۱۳۷۳)
- ۲ - میرزا یحیی (۱۳۷۴)
- ۳ - لیلی با من است (۱۳۷۵)
- ۴ - اسکادران عشق (۱۳۷۷)
- ۵ - پلیس آسمانی (۱۳۸۱)
- ۶ - دایره تردید (۱۳۸۲)
- ۷ - غنچه ارغوانی (۱۳۷۵)

### مدیر تولید
- ۱ - در مسلخ عشق (۱۳۶۹)
- ۲ - تا مرز دیدار (۱۳۶۸)
- ۳ - عبور (۱۳۶۷)

### تدوین
- ۱ - استشهادی برای خدا (۱۳۸۶)
- ۲ - انعکاس (۱۳۸۶)
- ۳ - سفر به شرق (۱۳۸۰)
- ۴ - همه دختران من (۱۳۷۲)
- ۵ - آتش در خرمن (۱۳۶۹)
- ۶ - توهم (۱۳۶۴)
- ۷ - عبور (۱۳۶۶)
- ۸ - آوای غیب (۱۳۶۲)
- ۹ - بچه‌های دیار صفا-فیلم کوتاه (۱۳۶۱)
- ۱۰ - اسکادران عشق (۱۳۷۶-مشترک)
- ۱۱ - ماجراهای اینترنتی (۱۳۸۴-مشترک)
- ۱۲ - پسر زشت (۱۳۸۵)
- ۱۳ - پسر آدم، دختر حوا (۱۳۸۸)
- ۱۴ - بیداری (۱۳۸۹)
- ۱۵ - تاخیر-فیلم کوتاه (۱۳۶۳)
- ۱۶ - ماجرای جاده-فیلم کوتاه (۱۳۶۵)
- ۱۷ - خود کرده را تدبیر نیست-فیلم کوتاه (۱۳۶۵)
- ۱۸ - سوءتفاهم-فیلم کوتاه (۱۳۶۵)
- ۱۹ - حرکت در ایستگاه-فیلم کوتاه (۱۳۶۷)

### طراح صحنه
- ۱ - آتش در خرمن (۱۳۶۹)
- ۲ - توهم (۱۳۶۴)

### تیتراژ
- ۱ - همه دختران من (۱۳۷۲)
- ۲ - توهم (۱۳۶۴)
- ۳ - آتش در خرمن (۱۳۷۰)
- ۴ - بیداری (۱۳۸۸)
- ۵ - استشهادی برای خدا (۱۳۸۶)
- ۶ - انعکاس (۱۳۸۶)
- ۷ - سفر به شرق (۱۳۸۰)